# 양자 순간 이동
양자 순간 이동(영어: Quantum teleportation)은 한 위치에 있는 발신자로부터 멀리 떨어진 수신자에게 양자 정보를 전송하는 기술이다. 순간 이동은 일반적으로 공상과학 소설에서 물리적 물체를 한 위치에서 다음 위치로 전송하는 수단으로 묘사되지만 양자 순간 이동은 양자 정보만 전송한다. 발신자는 전송되는 특정 양자 상태를 알 필요가 없다. 또한 수신자의 위치를 알 수 없지만 양자 순간 이동을 완료하려면 송신자에서 수신자로 고전적인 정보를 보내야 한다. 고전적인 정보를 보내야 하기 때문에 양자 순간 이동은 빛의 속력보다 빠르게 일어날 수 없다.
양자 순간 이동을 조사한 최초의 논문 중 하나는 CH 베넷, G. 브라사드, C. 크레포, R. 요사, A. 페레스와 WK 우터스의 논문이다. 이들은 1993년에 양자 정보를 송수신하기 위해 고전 채널과 아인슈타인-포돌스키-로젠 채널을 통한 이중 통신 방법을 사용할 것을 제안했다. 그것은 각각 산두 포페스쿠와 안톤 차일링거가 이끄는 두 연구단에 의해 1997년에 실험적으로 실현되었다.
 순간 이동의 실험적 결정은 광자, 원자, 전자 및 초전도 회로를 포함한 정보 콘텐츠와 1,400 km 우주 기반 양자 순간 이동을 위해 묵자 위성을 사용하는 판젠웨이연구단의 성공적인 순간 이동의 최장 거리이다.

## 비기술적 요약

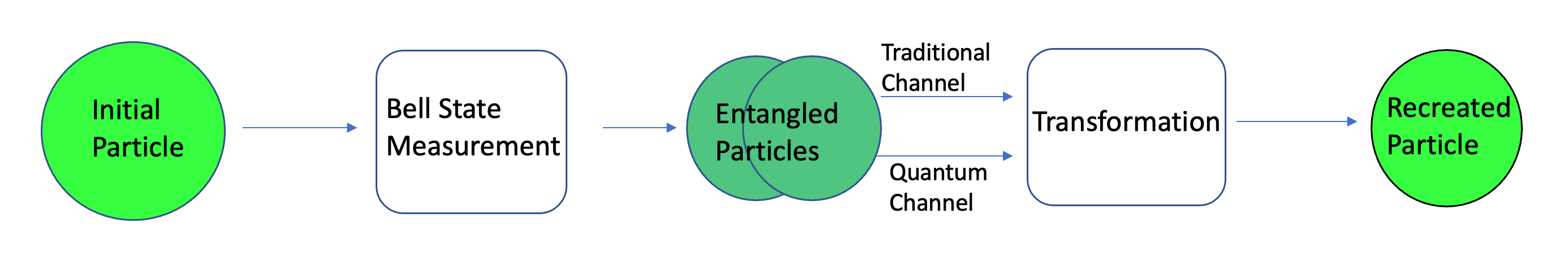
양자 순간 이동에 사용되는 기본 구성 요소 다이어그램

양자 정보 이론과 관련된 문제에서 가능한 가장 간단한 정보 단위인 큐비트의 2 상태 계로 작업하는 것이 편리하다. 큐비트는 0과 1의 측정값을 모두 가질 수 있는 반면 고전적 비트는 0 또는 1로만 측정될 수 있기 때문에 고전적인 계산 부분인 비트의 양자 아날로그로 기능한다. 양자 2상태 계는 정보를 손실하지 않고 이 정보의 품질을 보존하지 않고 한 위치에서 다른 위치로 양자 정보를 전송하려고 한다. 이 과정은 정보(디지털 미디어, 음성, 텍스트 등)가 전송되는 동안 두 당사자가 정지 상태를 유지하기 때문에 전통적인 통신 과정과 유사하게 실제 캐리어의 이동이 아닌 캐리어 간에 정보를 이동하는 것을 포함한다. "순간 이동"라는 단어의 의미. 순간 이동에 필요한 주요 구성 요소에는 발신자, 정보(큐비트), 기존 채널, 양자 채널 및 수신자가 포함된다. 흥미로운 사실은 발신자가 전송되는 정보의 정확한 내용을 알 필요가 없다는 것이다. 양자역학의 측정 가정(양자 상태에서 측정이 이루어지면 후속 측정은 "붕괴"되거나 관찰된 상태가 손실될 것임)은 순간 이동 내에서 강요를 만든다. 보낸 사람이 자신의 정보를 측정하면 발신자가 초기 측정을 수행한 시점에서 상태가 변경되었기 때문에 수신자가 정보를 획득할 때 상태가 붕괴될 수 있다.
실제 순간 이동을 위해서는 큐비트가 전송될 수 있도록 얽힌 양자 상태 또는 벨 상태가 생성되어야 한다. 얽힘은 두 개 이상의 개별 입자를 하나의 공유 양자 상태로 생성하거나 배치하여 별개의 물리적 계 사이에 통계적 상관 관계를 부여한다. 이 중간 상태에는 연결을 형성할 때 양자 상태가 서로 의존하는 두 개의 입자가 포함되어 있다. 하나의 입자가 움직이면 다른 입자도 함께 움직이다. 얽힘의 한 입자가 겪는 모든 변화는 다른 입자도 그 변화를 겪게 되어 얽힌 입자가 하나의 양자 상태로 작용하게 한다. 이러한 상관 관계는 벨 부등식 실험에서 확인된 것처럼 측정이 서로 인과 관계 없이 선택되고 독립적으로 수행되는 경우에도 유지된다. 따라서 빛이 아직 그 거리를 이동할 시간이 없었음에도 불구하고 시공간의 한 지점에서 이루어진 측정 선택으로 인한 관찰 결과는 다른 지역의 결과에 즉각적으로 영향을 미치는 것처럼 보이다. 이는 특수 상대성이론과 상충되는 것처럼 보이는 결론으로, EPR 역설로 알려져 있다. 그러나 그러한 상관 관계는 빛의 속도보다 빠른 정보를 전송하는 데 사용할 수 없으며, 통신 금지 정리에 요약된 진술이다. 따라서 전체적으로 순간 이동은 수반되는 고전적 정보가 도착할 때까지 큐비트를 재구성할 수 없기 때문에 결코 초광속 일 수 없다.
그런 다음 발신자는 큐비트에서 입자(또는 정보)를 준비하고 중간 상태의 얽힌 입자 중 하나와 결합하여 얽힌 양자 상태를 변경한다. 얽힌 입자의 변화된 상태는 얽힌 상태의 변화를 측정할 분석기로 보내진다. "변경" 측정을 통해 수신자는 발신자가 가지고 있던 원래 정보를 다시 생성하여 다른 위치에 있는 두 사람 사이에서 정보를 순간 이동하거나 운반할 수 있다. 초기 양자 정보는 얽힘 상태의 일부가 되면서 "파괴"되기 때문에 정보가 얽힘 상태에서 다시 생성되고 순간 이동 중에 복사되지 않으므로 복제 불가능성 정리가 유지된다.
양자 채널은 모든 양자 정보 전송에 사용되는 통신 메커니즘이며 순간 이동에 사용되는 채널이다(양자 채널과 기존 통신 채널의 관계는 고전 비트의 양자 아날로그인 큐비트와 비슷하다). 그러나 양자 채널 외에도 기존 채널을 사용하여 양자 정보를 "보존"하기 위해 큐비트를 동반해야 한다. 원래 큐비트와 얽힌 입자 사이의 변화 측정이 이루어질 때 양자 정보가 재구성되고 수신기가 원래 정보를 얻을 수 있도록 측정 결과를 기존 채널로 전달해야 한다. 전통적인 채널이 필요하기 때문에 순간 이동 속도는 빛의 속도보다 빠를 수 없다(따라서 통신 불가능성 정리를 위반하지 않는다). 이것의 주요 이점은 레이저의 광자를 사용하여 벨 상태를 공유할 수 있어 물리적 케이블이나 광섬유를 통해 정보를 보낼 필요가 없는 열린 공간을 통해 순간 이동을 달성할 수 있다는 것이다.
양자 상태는 원자의 다양한 자유도로 인코딩될 수 있다. 예를 들어, 큐비트는 원자핵을 둘러싼 전자의 자유도 또는 핵 자체의 자유도로 인코딩될 수 있다. 따라서 이러한 종류의 순간 이동을 수행하려면 수신 장소에 큐비트를 각인할 수 있는 원자 재고가 필요하다.
2015년 기준 단일 광자의 양자 상태, 광자 모형, 단일 원자, 원자 앙상블, defect centers in solids, 단일 전자, 초전도 회로 등이 정보 제공원으로 사용되었다.
양자 순간 이동을 이해하려면 유한 차원 선형대수학, 힐베르트 공간 및 사영 행렬에 대한 이해가 어느 정도 필요하다. 큐비트는 2차원 복소수 값 벡터 공간(힐베르트 공간)을 사용하여 설명되며, 이는 아래 제공된 형식 조작의 기반이다. 양자 순간 이동의 수학을 이해하는 데 양자 역학에 대한 실무 지식이 절대적으로 필요한 것은 아니지만 그러한 지식이 없으면 방정식의 더 깊은 의미가 꽤나 의문일 수 있다.

## 규약

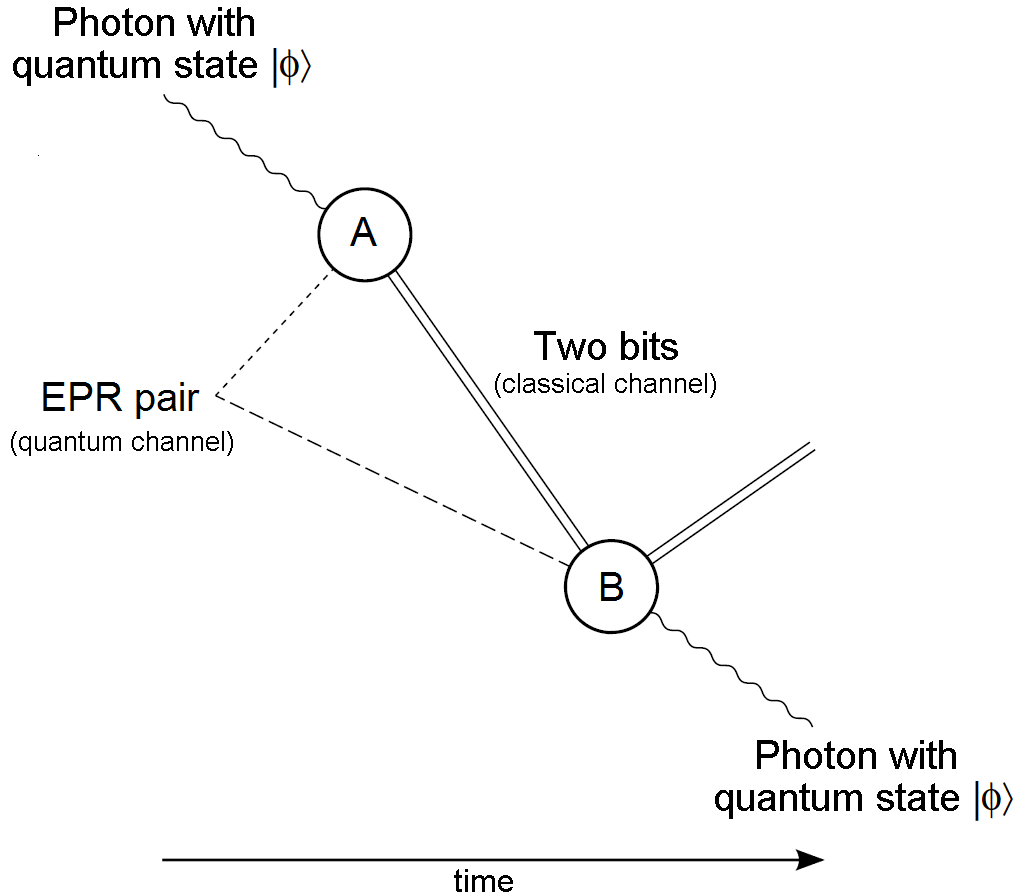
광자의 양자 순간 이동 다이어그램

양자 순간 이동에 필요한 자원은 두 개의 고전 비트를 전송할 수 있는 통신 채널, 큐비트의 얽힌 벨 상태를 생성하고 두 개의 서로 다른 위치에 분배하는 수단, 벨 상태 큐비트 중 하나에서 벨 측정을 수행하고 얽힘 쌍에서 다른 큐비트의 양자 상태를 조작하는 수단이다. 물론 순간 이동 될 양자 상태 {\displaystyle |\phi \rangle }인 입력 큐비트도 있어야 한다. 프로토콜은 다음과 같다.
1. 하나의 큐비트가 위치 A로 전송되고 다른 큐비트 하나는 위치 B로 전송되는 벨 상태가 생성된다.
2. 벨 상태 큐비트와 순간 이동 할 큐비트 {\displaystyle |\phi \rangle }의 벨 측정은 위치 A에서 수행된다. 이것은 2개의 고전적인 정보 비트로 인코딩될 수 있는 4개의 측정 결과 중 하나를 산출한다. 그런 다음 위치 A의 두 큐비트가 모두 폐기된다.
3. 고전 채널을 사용하면 두 비트가 A에서 B로 전송된다.
4. 위치 A에서 수행된 측정 결과, 위치 B의 벨 상태 큐비트는 가능한 네 가지 상태 중 하나에 있다. 이 네 가지 가능한 상태 중 하나는 원래 양자 상태 {\displaystyle |\phi \rangle }와 동일하다. 나머지 세 개는 밀접하게 관련되어 있다. 실제로 얻은 상태의 정보는 2개의 고전 비트로 인코딩되어 위치 B로 전송된다. 그런 다음 위치 B의 벨 상태 큐비트는 세 가지 방법 중 하나로 수정되거나 전혀 수정되지 않아서, 순간 이동을 위해 선택된 큐비트의 상태 {\displaystyle |\phi \rangle }과 동일한 큐비트가 된다.

위의 프로토콜은 큐비트가 개별적으로 주소 지정 가능하다고 가정한다는 점에 주목할 가치가 있다. 즉, 큐비트가 구별 가능하고 물리적으로 라벨이 지정되어 있음을 의미한다. 그러나 파동 함수의 공간적 중첩으로 인해 두 개의 동일한 큐비트를 구별할 수 없는 상황이 있을 수 있다. 이 조건에서는 큐비트를 개별적으로 제어하거나 측정할 수 없다. 그럼에도 불구하고 위에서 설명한 것과 유사한 순간 이동 프로토콜은 초기 벨 상태가 필요 없이 두 개의 독립적으로 준비된 큐비트를 활용하여 여전히 (조건부로) 구현될 수 있다. 이것은 구별할 수 없는 2개의 큐비트의 파동 함수에 의해 공유되는 분리된 영역 A와 B에서 수행되는 공간적으로 국소화된 측정에 의해 큐비트의 내부 자유도(예: 스핀 또는 편광)를 처리함으로써 이루어질 수 있다.

## 실험 결과 및 기록
1998년 작업은 초기 예측을 검증했으며, 광섬유를 사용하여 2004년 8월 순간 이동 거리를 600 m로 늘렸다. 이후 양자 순간 이동의 기록 거리는 16 km 다음 97 km, 현재 143 km로 점차 늘어났다. Instituto de Astrofísica de Canarias의 두 천문 관측소 사이에서 수행된 카나리아 제도의 야외 실험에서 설정되었다. 최근 기록을 세웠다(2015년 9월 기준) 102 km도 거리에 도달한 초전도 나노선 검출기를 이용하여 광섬유를 통해 재료 계의 경우 기록 거리는 21 m .
여러 위치에 수신기가 있는 "개방형" 순간 이동이라고 하는 순간 이동의 변형이 2004년에 5 광자 얽힘을 사용하여 시연되었다. 큐비트 두 개의 복합 상태 순간 이동도 실현되었다. 2011년 4월, 실험자들은 최대 10의 대역폭까지 빛의 파동 패킷의 순간 이동을 시연했다고 보고했다. 강하게 비고전적인 중첩 상태를 유지하면서 MHz. 2013년 8월, 하이브리드 기술을 사용한 "완전 결정론적" 양자 순간 이동의 성과가 보고되었다. 2014년 5월 29일, 과학자들은 양자 순간 이동으로 데이터를 전송하는 신뢰할 수 있는 방법을 발표했다. 데이터의 양자 순간 이동은 이전에 수행되었지만 매우 신뢰할 수 없는 방법을 사용했다. 2015년 2월 26일, 허페이에 있는 중국과학기술대학의 과학자들은 루 차오양과 판젠웨이가 이끄는 양자 입자의 다중 자유도를 순간 이동시키는 첫 번째 실험을 수행했다. 그들은 150 m 얽힌 광자를 사용한다. 2016년 연구원들은 6.5 km로 분리된 두 개의 독립적인 소스로 양자 순간 이동을 시연했다. 허페이 광섬유 네트워크에서 2016년 9월, 캘거리 대학의 연구원들은 6.2 km 거리에서 캘거리 대도시 광섬유 네트워크를 통해 양자 순간 이동을 시연했다. 2020년 12월 INQNET 협업의 일환으로 연구원들은 총 거리 44 km에 걸쳐 양자 순간 이동을 달성했다. 충실도가 90%를 초과한다.
연구원들은 가스 원자 구름 사이에서 정보를 전송하기 위해 양자 순간 이동을 성공적으로 사용했는데, 이는 가스 구름이 거시적인 원자 앙상블이기 때문에 주목할 만하다.
논리 연산을 순간 이동 시키는 것도 가능하다. 양자 게이트 순간 이동을 참조. 2018년에 예일 대학교의 물리학자들은 논리적으로 인코딩된 큐비트 사이에 결정론적 순간 이동 CNOT 연산을 시연했다.
1993년에 이론적으로 처음 제안된 양자 순간 이동은 이후 다양한 모습으로 입증되었다. 그것은 다른 양자 물체 중에서 단일 광자, 단일 원자 및 포획된 이온의 2단계 상태를 사용하고 두 개의 광자를 사용하여 수행되었다. 1997년에 두 연구단이 실험적으로 양자 순간 이동을 달성했다. 산두 포페스쿠가 이끄는 첫 번째 연구단은 이탈리아에 기반을 두고 있었다. 안톤 차일링거가 이끄는 실험단이 몇 달 후 이어졌다.
포페스쿠 연구단이 수행한 실험에서 얻은 결과는 고전 채널만으로는 선형 편광 상태와 타원 편광 상태의 순간 이동을 복제할 수 없다는 결론을 내렸다. 벨 상태 측정은 이상적인 표현에서 100% 순간 이동 성공률을 허용할 수 있는 4개의 벨 상태를 구별했다.
차일링거의 연구단은 매개변수 하향 변환 과정을 구현하여 한 쌍의 얽힌 광자를 생성했다. 도착 시간으로 두 광자를 구별할 수 없도록 펄스 펌프 빔을 사용하여 광자를 생성했다. 그런 다음 광자는 좁은 대역 필터를 통해 보내져 펌프 펄스의 길이보다 훨씬 더 긴 결맞음 시간을 생성했다. 그런 다음 그들은 한 광자에서 다른 광자로 전달될 때 양자 특성을 인식할 수 있도록 얽힘을 분석하기 위해 2광자 간섭계를 사용했다.
광자 1은 차일링거 연구단이 수행한 첫 번째 실험에서 45°로 편광되었다. 양자 순간 이동은 두 광자가 모두 확률이 25%인 상태 {\displaystyle |\Psi ^{-}\rangle _{12}}로 검출될 때 확인된다. 두 개의 검출기 {\displaystyle f_{1}}과 {\displaystyle f_{2}}는 빔 스플리터 뒤에 배치되며 일치를 기록하면 {\displaystyle |\Psi ^{-}\rangle _{12}} 상태를 식별할 수 있다. 검출기 {\displaystyle f_{1}}과 {\displaystyle f_{2}} 사이에 일치하는 경우 광자 3은 45° 각도로 편광될 것으로 예측된다. 광자 3은 +45° 및 -45° 편광을 선택하는 편광 빔 스플리터를 통과한다. 양자 순간 이동이 발생한 경우 +45° 출력에 있는 검출기 d2만 검출을 등록한다. -45° 출력에 위치한 검출기 d1은 광자를 검출하지 않는다. 45° 분석의 {\displaystyle d_{2}f_{1}f_{2}}와 -45° 분석의 {\displaystyle d_{1}f_{1}f_{2}} 일치가 없는 경우, 편광된 광자 1의 정보가 양자 순간 이동을 사용하여 광자 3으로 순간 이동되었다는 증거이다.

### 143km 이상의 양자 순간 이동
차일링거의 연구단은 143km가 넘는 거리인 라 팔마와 테네리페의 카나리아 제도 사이에서 실시간 활성 피드포워드와 두 개의 자유 공간 광 링크(양자 및 고전)를 사용하여 실험을 개발했다. 그 결과는 2012년에 발표되었다. 순간 이동을 달성하기 위해 주파수 비 상관 분극 얽힘 광자 쌍 소스, 초저잡음 단일 광자 검출기 및 얽힘 보조 클록 동기화가 구현되었다. 두 위치가 얽혀 보조 상태를 공유했다.
{\displaystyle |\Psi ^{-}\rangle _{23}={\frac {1}{\surd 2}}((|H\rangle _{2}|V\rangle _{3})-(|V\rangle _{2}|H\rangle _{3}))}
La Palma와 Tenerife는 양자 문자 엘리스와 밥에 비유할 수 있다. 엘리스와 밥은 위의 얽힌 상태를 공유한다. 광자 2는 엘리스와 함께 있고 광자 3은 밥과 함께 있다. 제3자인 Charlie는 일반화된 편광 상태에서 엘리스에게 순간 이동될 광자 1(입력 광자)을 제공한다.
{\displaystyle |\phi \rangle _{1}=\alpha |H\rangle _{1}+\beta |V\rangle _{1}}
여기서 복소수 {\displaystyle \alpha }와 {\displaystyle \beta }는 엘리스나 밥에게는 알려지지 않았다.
엘리스는 각각 25%의 확률로 4개의 벨 상태 중 하나에 2개의 광자를 무작위로 사영하는 BSM(벨 상태 측정)을 수행한다. 광자 3이 입력 상태 {\displaystyle |\phi \rangle } 위로 사영된다. 엘리스는 고전 채널을 통해 BSM의 결과를 밥에게 전송한다. 여기서 밥은 해당 단일 연산을 적용하여 광자 1의 초기 상태에서 광자 3을 얻을 수 있다. 밥은 {\displaystyle |\psi ^{-}\rangle _{12}} 상태를 감지하면 아무 것도 할 필요가 없다. 밥은 {\displaystyle |\psi ^{+}\rangle _{12}} 상태가 감지되면 수평 구성 요소와 수직 구성 요소 사이에 있는 광자 3의 {\displaystyle \pi }의 페이즈 이동을 적용시켜야 한다.
차일링거 연구단의 결과는 평균 충실도(이상적인 순간 이동 상태와 측정된 밀도 행렬의 중첩)가 0.863이고 표준 편차가 0.038이라는 결론을 내렸다. 실험 중 링크 감쇠는 강한 바람과 급격한 온도 변화의 결과로 28.1 dB와 39.0 dB 사이였다. 양자 자유 공간 채널의 높은 손실에도 불구하고 평균 충실도는 고전적 한계인 2/3를 능가했다. 따라서 차일링거 연구단은 143 km 거리에서 양자 순간 이동을 성공적으로 시연했다.

### 다뉴브 강을 가로지르는 양자 순간 이동
2004년에는 비엔나의 다뉴브 강을 가로질러 총 600미터에 달하는 양자 순간 이동 실험이 진행되었다. 800m 길이의 광섬유 전선이 다뉴브강 아래의 공공 하수 계에 설치되어 온도 변화 및 기타 환경 영향에 노출되었다. 엘리스는 입력 광자인 광자 b와 얽힌 광자 쌍(광자 c 및 d)의 일부인 광자 c에 대해 공동 벨 상태 측정(BSM)을 수행해야 한다. 밥의 수신 광자인 광자 d는 엘리스가 관찰한 상태에 따라 달라지는 위상 회전을 제외하고 입력 광자 b에 대한 모든 정보를 포함한다. 이 실험은 엘리스의 입력 광자를 정확하게 복제하기 위해 빠른 전기 광학 변조기가 있는 고전적인 마이크로웨이브 채널을 통해 엘리스의 측정 결과를 보내는 능동 피드포워드 계을 구현했다. 45°에서 선형 편광 상태에서 얻은 순간 이동 충실도는 0.84에서 0.90 사이로 다양했으며, 이는 고전적 충실도 한계인 0.66을 훨씬 상회한다.

### 원자를 이용한 결정론적 양자 순간 이동
이 과정에는 3개의 큐비트가 필요하다. 발신자의 소스 큐비트, 보조 큐비트, 보조 큐비트와 최대로 얽힌 수신자의 대상 큐비트이다. 이 실험을 위해 {\displaystyle {\ce {^{40}Ca+}}} 이온은 큐비트로 사용되었다. 이온 2와 3은 벨 상태 {\displaystyle |\psi ^{+}\rangle _{23}={\frac {1}{\sqrt {2}}}(|0\rangle _{2}|1\rangle _{3}+|1\rangle _{2}|0\rangle _{3})}에서 준비된다. 이온 1의 상태는 임의로 준비된다. 이온 1과 2의 양자 상태는 특정 파장의 빛으로 조명하여 측정된다. 이 실험에서 얻은 충실도는 73%에서 76% 사이였다. 이는 완전히 고전적인 리소스를 사용하여 얻을 수 있는 최대 가능한 평균 충실도인 66.7%보다 크다.

### 지상에서 위성으로의 양자 순간 이동
이 실험에서 순간 이동되는 양자 상태는 {\displaystyle |\chi \rangle _{1}=\alpha |H\rangle _{1}+\beta |V\rangle _{1}}이다. 여기서 {\displaystyle \alpha }와 {\displaystyle \beta }는 알려지지 않은 복소수, {\displaystyle |H\rangle }는 수평 편광 상태를 나타내고, {\displaystyle |V\rangle }는 수직 편광 상태를 나타낸다. 이 상태로 준비된 큐비트는 티베트 응가리에 있는 실험실에서 생성된다. 2016년 8월 16일 고도 500도 부근에서 발사된 미시우스 위성으로 큐비트의 양자 정보를 500 km 정도 순간 이동시키는 것이 목표였다. 벨 상태 측정이 광자 1과 2에서 수행되고 결과 상태가 {\displaystyle |\phi ^{+}\rangle _{12}={\frac {1}{\sqrt {2}}}(|H\rangle _{1}|H\rangle _{2}+|V\rangle _{1}|V\rangle _{2}))}, 광자 3은 원하는 상태를 전달한다. 벨 상태가 감지되면 {\displaystyle |\phi ^{-}\rangle _{12}={\frac {1}{\sqrt {2}}}(|H\rangle _{1}|H\rangle _{2}-|V\rangle _{1}|V\rangle _{2})}, {\displaystyle \pi }의 페이즈 편이가 원하는 양자 상태를 얻기 위해 상태에 적용된다. 지상국과 위성 사이의 거리는 최소 500 km에서 최대 1,400 km. 거리 변화로 인해 업링크의 채널 손실은 41 dB과 52 dB 이 실험에서 얻은 평균 충실도는 0.80이고 표준 편차는 0.01이다. 따라서 이 실험은 500–1,400 km 거리에 걸쳐 지상에서 위성으로의 업링크를 성공적으로 구축했다. 양자 순간 이동을 사용한다. 이것은 글로벌 규모의 양자 인터넷을 만들기 위한 필수 단계이다.

## 수학적 서술
순간 이동 프로토콜을 수학적으로 작성할 수 있는 다양한 방법이 있다. 일부는 아주 간결하지만 추상적이며 일부는 장황하지만 간단하고 구체적이다. 아래의 프레젠테이션은 후자의 형식이다: 장황하지만 각 양자 상태를 간단하고 직접적으로 보여주는 이점이 있다. 이후 절에서는 더 간결한 표기법을 검토한다.
순간 이동 프로토콜은 앨리스가 밥에게 전하고 싶은 양자 상태 또는 큐비트 {\displaystyle |\psi \rangle }로 시작한다. 이 큐비트는 일반적으로 브라-켓 표기법으로 다음과 같이 쓸 수 있다.
{\displaystyle |\psi \rangle _{C}=\alpha |0\rangle _{C}+\beta |1\rangle _{C}.}
위의 아래 첨자 C는 이 상태를 아래의 A 및 B와 구별하기 위해서만 사용된다.
다음으로 프로토콜은 엘리스와 밥이 최대로 얽힌 상태를 공유하도록 요구한다. 이 상태는 엘리스와 밥 사이의 상호 합의에 의해 미리 고정되며 표시된 4개의 벨 상태 중 하나일 수 있다. 어느 쪽이든 상관 없다.
{\displaystyle |\Phi ^{+}\rangle _{AB}={\frac {1}{\sqrt {2}}}(|0\rangle _{A}\otimes |0\rangle _{B}+|1\rangle _{A}\otimes |1\rangle _{B})} ,
{\displaystyle |\Psi ^{+}\rangle _{AB}={\frac {1}{\sqrt {2}}}(|0\rangle _{A}\otimes |1\rangle _{B}+|1\rangle _{A}\otimes |0\rangle _{B})} ,
{\displaystyle |\Psi ^{-}\rangle _{AB}={\frac {1}{\sqrt {2}}}(|0\rangle _{A}\otimes |1\rangle _{B}-|1\rangle _{A}\otimes |0\rangle _{B})} .
{\displaystyle |\Phi ^{-}\rangle _{AB}={\frac {1}{\sqrt {2}}}(|0\rangle _{A}\otimes |0\rangle _{B}-|1\rangle _{A}\otimes |1\rangle _{B})} ,
다음에서 엘리스와 밥이 상태 {\displaystyle |\Phi ^{+}\rangle _{AB}}를 공유한다고 가정한다. 엘리스는 쌍의 입자 중 하나를 얻고 다른 입자는 밥에게 전달된다. (이것은 입자를 함께 준비하고 공통 소스에서 엘리스와 밥에게 쏘는 방식으로 구현된다) 얽힌 상태의 첨자 A 와 B는 앨리스와 밥의 입자를 가리킨다.
이 시점에서 엘리스는 두 개의 입자(순간 이동하려는 입자 C 와 얽힌 쌍 중 하나인 A )를 가지고 있고 밥은 하나의 입자 B 를 가지고 있다. 전체 계에서 이 세 입자의 상태는 다음과 같다.
{\displaystyle |\psi \rangle _{C}\otimes |\Phi ^{+}\rangle _{AB}=(\alpha |0\rangle _{C}+\beta |1\rangle _{C})\otimes {\frac {1}{\sqrt {2}}}(|0\rangle _{A}\otimes |0\rangle _{B}+|1\rangle _{A}\otimes |1\rangle _{B}).}
그런 다음 엘리스는 소유하고 있는 두 입자에 대해 벨 기준(예: 4개의 벨 상태)에서 국소적 측정을 수행한다. 그녀의 측정 결과를 명확하게 하기 위해 앨리스의 두 큐비트 상태를 벨 기저의 중첩으로 쓰는 것이 가장 좋다. 이는 쉽게 확인할 수 있는 다음의 일반적인 항등식을 사용하여 수행된다.
{\displaystyle |0\rangle \otimes |0\rangle ={\frac {1}{\sqrt {2}}}(|\Phi ^{+}\rangle +|\Phi ^{-}\rangle ),}
{\displaystyle |0\rangle \otimes |1\rangle ={\frac {1}{\sqrt {2}}}(|\Psi ^{+}\rangle +|\Psi ^{-}\rangle ),}
{\displaystyle |1\rangle \otimes |0\rangle ={\frac {1}{\sqrt {2}}}(|\Psi ^{+}\rangle -|\Psi ^{-}\rangle ),}
그리고
{\displaystyle |1\rangle \otimes |1\rangle ={\frac {1}{\sqrt {2}}}(|\Phi ^{+}\rangle -|\Phi ^{-}\rangle ).}
{\textstyle {\begin{aligned}|&\psi \rangle _{C}\otimes \ |\Phi ^{+}\rangle _{AB}\end{aligned}}}에 대한 표현을 확장한 후, 하나는 A 및 C 첨자를 사용하여 큐비트에 이러한 항등식을 적용한다. 특히,{\displaystyle \alpha {\frac {1}{\sqrt {2}}}|0\rangle _{C}\otimes |0\rangle _{A}\otimes |0\rangle _{B}=\alpha {\frac {1}{2}}(|\Phi ^{+}\rangle _{CA}+|\Phi ^{-}\rangle _{CA})\otimes |0\rangle _{B},}다른 항도 비슷하게 따른다. 유사한 항들을 결합하면 A, B 및 C 의 총 3개 입자 상태가 함께 다음 4항 중첩이 된다.
{\displaystyle {\begin{aligned}|&\psi \rangle _{C}\otimes \ |\Phi ^{+}\rangle _{AB}\ =\\{\frac {1}{2}}{\Big \lbrack }\ &|\Phi ^{+}\rangle _{CA}\otimes (\alpha |0\rangle _{B}+\beta |1\rangle _{B})\ +\ |\Phi ^{-}\rangle _{CA}\otimes (\alpha |0\rangle _{B}-\beta |1\rangle _{B})\\\ +\ &|\Psi ^{+}\rangle _{CA}\otimes (\alpha |1\rangle _{B}+\beta |0\rangle _{B})\ +\ |\Psi ^{-}\rangle _{CA}\otimes (\alpha |1\rangle _{B}-\beta |0\rangle _{B}){\Big \rbrack }.\\\end{aligned}}}
작업이 수행되지 않았기 때문에 세 입자 모두 여전히 동일한 총 상태에 있다. 오히려 위의 내용은 계의 엘리스 부분에 대한 기반 변경일 뿐이다. 실제 순간 이동은 앨리스가 벨 기준으로 두 큐비트 A, C를 측정할 때 발생한다.
{\displaystyle |\Phi ^{+}\rangle _{CA},|\Phi ^{-}\rangle _{CA},|\Psi ^{+}\rangle _{CA},|\Psi ^{-}\rangle _{CA}.}

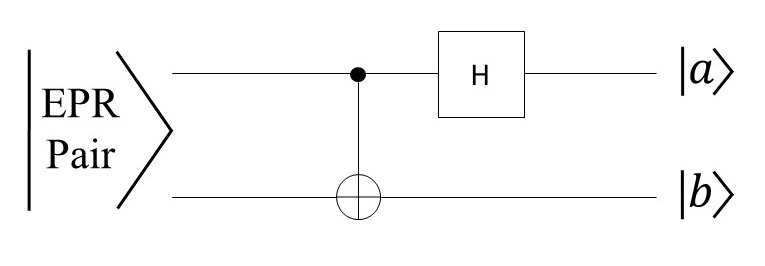
4개의 벨 상태 (그림의 EPR 쌍) 중 하나를 4개의 2큐비트 계산 기본 상태 중 하나로 매핑하는 간단한 양자 회로이다. 회로는 CNOT 게이트와 아다마드 연산으로 구성된다. 출력에서 a와 b는 0 또는 1의 값을 갖는다.

동등하게, 측정은 각 벨 상태를 오른쪽 그림의 양자 회로처럼{\displaystyle \{|0\rangle \otimes |0\rangle ,|0\rangle \otimes |1\rangle ,|1\rangle \otimes |0\rangle ,|1\rangle \otimes |1\rangle \}} 중 하나에 유일하게 사상하여 계산을 위한 기저 {\displaystyle \{|0\rangle ,|1\rangle \}}으로 수행될 수 있다.
위의 표현이 주어졌을 때 앨리스의 (국소적) 측정 결과는 분명히 세 입자 상태가 다음 네 가지 상태 중 하나로 붕괴 될 것이라는 것이다(각각을 얻을 확률이 동일함).
- {\displaystyle |\Phi ^{+}\rangle _{CA}\otimes (\alpha |0\rangle _{B}+\beta |1\rangle _{B})}
- {\displaystyle |\Phi ^{-}\rangle _{CA}\otimes (\alpha |0\rangle _{B}-\beta |1\rangle _{B})}
- {\displaystyle |\Psi ^{+}\rangle _{CA}\otimes (\alpha |1\rangle _{B}+\beta |0\rangle _{B})}
- {\displaystyle |\Psi ^{-}\rangle _{CA}\otimes (\alpha |1\rangle _{B}-\beta |0\rangle _{B})}

엘리스의 두 입자는 이제 4개의 벨 상태 중 하나에서 서로 얽혀있으며 원래 엘리스와 밥의 입자 간에 공유되었던 얽힘이 이제 끊어졌다. 밥의 입자는 위에 표시된 네 가지 중첩 상태 중 하나를 취한다. 이제 밥의 큐비트가 순간 이동할 상태와 유사한 상태에 있다는 점에 유의해야 한다. 밥의 큐비트에 대해 가능한 네 가지 상태는 순간 이동할 상태의 단일 이미지이다.
엘리스의 벨 측정 결과는 계가 위의 네 가지 상태 중 어느 상태에 있는지 알려준다. 그녀는 이제 고전 채널을 통해 결과를 밥에게 보낼 수 있다. 두 개의 고전적 비트는 그녀가 얻은 네 가지 결과 중 어떤 것을 전달할 수 있다.
밥은 엘리스로부터 메시지를 받은 후 자신의 입자가 4가지 상태 중 어느 상태에 있는지 알게 된다. 이 정보를 사용하여 입자에 단일 작업을 수행하여 입자를 원하는 상태 {\displaystyle \alpha |0\rangle _{B}+\beta |1\rangle _{B}}로 변환한다:
- 엘리스가 그녀의 결과를 나타내면 {\displaystyle |\Phi ^{+}\rangle _{CA}}, 밥은 자신의 큐비트가 이미 원하는 상태에 있음을 알고 아무것도 하지 않는다. 이것은 항등 연산자인 사소한 단일 연산에 해당한다.
- 메시지가 {\displaystyle |\Phi ^{-}\rangle _{CA}}로 나타내는 경우, 밥은 상태를 복구하기 위해 파울리 행렬에 의해 주어진 단일 양자 게이트를 통해 자신의 큐비트를 보낼 것이다.

{\displaystyle \sigma _{3}={\begin{bmatrix}1&0\\0&-1\end{bmatrix}}}
- 엘리스의 메시지가 다음에 해당하는 경우 {\displaystyle |\Psi ^{+}\rangle _{CA}}, 밥은 그의 큐비트에

{\displaystyle \sigma _{1}={\begin{bmatrix}0&1\\1&0\end{bmatrix}}}
게이트를 적용한다.
- 마지막으로, 나머지 경우에 대해 적절한 게이트는 다음과 같이 지정된다.

{\displaystyle \sigma _{3}\sigma _{1}=-\sigma _{1}\sigma _{3}=i\sigma _{2}={\begin{bmatrix}0&1\\-1&0\end{bmatrix}}.}
따라서 순간 이동이 달성된다. 위에서 언급한 세 개의 게이트는 큐비트의 블로흐 구 그림에서 적절한 축(X, Y 및 Z)에 대한 π 라디안(180°)의 회전에 해당한다.
몇 가지 설명:
- 이 작업 후 밥의 큐비트는 {\displaystyle |\psi \rangle _{B}=\alpha |0\rangle _{B}+\beta |1\rangle _{B}} 상태를 취한다.  엘리스의 큐비트는 얽힌 상태의 (정의되지 않은) 부분이 된다. 순간 이동은 큐비트를 복사하지 않으므로 복제 불가능성 정리와 일치한다.
- 관련된 물질이나 에너지의 이동은 없다. 엘리스의 입자는 밥에게 물리적으로 이동되지 않았다. 해당 상태만 전송되었다. Bennett, Brassard, Crépeau, Jozsa, Peres 및 Wootters가 만든 "순간 이동"이라는 용어는 양자역학적 입자의 구별 불가능성을 반영한다.
- 순간 이동된 모든 큐비트에 대해 엘리스는 밥에게 두 가지 기본 정보를 보내야 한다. 이 두 가지 기존 비트는 순간 이동되는 큐비트에 대한 완전한 정보를 전달하지 않는다. 도청자가 두 비트를 가로채면 밥이 원하는 상태를 복구하기 위해 무엇을 해야 하는지 정확히 알 수 있다. 그러나 그녀가 밥이 소유한 얽힌 입자와 상호작용할 수 없다면 이 정보는 쓸모가 없다.

## 대체 표기법

양자 상태의 순간 이동을 위한 양자 회로 표현, 위에서 설명한 대로. 회로는 벨 상태와 순간 이동을 위한 큐비트를 입력으로 사용하며, CNOT, 아다마드, 두 큐비트의 두 가지 측정, 마지막으로 고전 제어가 있는 두 개의 게이트(파울리 X 및 파울리 Z) 로 구성된다. 즉, 측정 결과가, 그러면 고전적으로 제어되는 파울리 게이트가 실행된다. 회로가 완료될 때까지 실행한 후의 값은 로 이동 또는 순간 이동했을 것이다., 값은 다음 중 하나로 설정된다. 또는, 해당 큐비트에 대한 측정 결과에 따라 다르다.
이 회로는 다음과 같은 경우 얽힘 교환 에도 사용할 수 있다. 텍스트 에 설명된 대로 얽힌 상태를 구성하는 큐비트 중 하나이다.

순간 이동 프로토콜을 설명하는 다양한 표기법이 사용된다. 일반적인 것 중 하나는 양자 게이트 표기법을 사용하는 것이다.
위의 유도에서 기저의 변화(표준 곱 기저에서 벨 기저로)인 유니터리 변환은 양자 게이트를 사용하여 작성할 수 있다. 직접 계산하면 이 게이트가 다음과 같이 주어진다는 것을 알 수 있다.
{\displaystyle G=(H\otimes I)\operatorname {CNOT} }
여기서 H는 1큐비트 아다마드 게이트이고 {\displaystyle \operatorname {CNOT} }는 제어된 NOT 게이트이다.

## 얽힘 교환
순간 이동은 순수 상태뿐만 아니라 얽힌 쌍의 단일 하위 계 상태로 간주될 수 있는 혼합 상태에도 적용될 수 있다. 소위 얽힘 교환은 간단하고 예시적인 예이다.
엘리스와 밥이 얽힌 쌍을 공유하고 밥이 자신의 입자를 캐롤에게 순간 이동하면 이제 엘리스의 입자가 캐롤의 입자와 얽히게 된다. 이 상황은 다음과 같이 대칭적으로 볼 수도 있다.
엘리스와 밥은 얽힌 쌍을 공유하고 밥과 캐롤은 다른 얽힌 쌍을 공유한다. 이제 밥이 벨 기반의 두 입자에 대해 사영 측정을 수행하고 그 결과를 캐롤에게 전달하도록 한다. 이러한 동작은 밥의 첫 번째 입자인 엘리스의 입자와 얽힌 입자를 순간 이동할 상태로 위에서 설명한 순간 이동 프로토콜과 정확히 일치한다. 캐롤이 프로토콜을 마치면 그녀는 이제 순간 이동된 상태의 입자, 즉 엘리스의 입자와 얽힌 상태를 갖게 된다. 따라서 엘리스와 캐롤은 서로 상호 작용한 적이 없지만 이제 그들의 입자는 얽혀 있다.
얽힘 교환의 자세한 도식 유도는 밥 쿠케에 의해 범주형 양자 역학 측면에서 제시되었다.

### 벨 쌍 교환 알고리즘
얽힘 교환의 중요한 응용은 얽힘 분산 양자 네트워크에서 사용하기 위해 벨 상태를 배포하는 것이다. 순수 벨 상태에 대한 얽힘 교환 프로토콜에 대한 기술 설명이 여기에 제공된다.
1. 엘리스와 밥은  알려진 벨 쌍을 국소적으로 준비하여 초기 상태를 만든다.
 {\displaystyle |\psi \rangle _{\rm {in}}=|\Phi ^{+}\rangle _{A_{1},A_{2}}|\Phi ^{+}\rangle _{B_{1},B_{2}}}
2. 앨리스가 큐비트 {\displaystyle A_{1}}를 보낸다. 타사 캐롤에게
3. 밥은 큐비트 {\displaystyle B_{1}}를 캐롤에게 보낸다.
4. 캐롤은  {\displaystyle A_{1}}와 {\displaystyle B_{1}} 사이에서 벨 사영을 수행한다. 우연히(네 가지 벨 상태 모두 가능하고 인식 가능) 측정 결과가 나타난다.
{\displaystyle \langle \Phi ^{+}|_{A_{1},B_{1}}|\psi \rangle _{\rm {in}}=|\Phi ^{+}\rangle _{A_{2},B_{2}}}
5. 다른 3개의 벨 사영 결과의 경우 파울리 연산자가 제공한 국소적 수정은 캐롤이 측정 결과를 전달한 후 엘리스 및 밥이 수행한다.
{\displaystyle \langle \Phi ^{-}|_{A_{1},B_{1}}|\psi \rangle _{\rm {in}}={\hat {Z}}_{B_{2}}|\Phi ^{+}\rangle _{A_{2},B_{2}}}
{\displaystyle \langle \Psi ^{+}|_{A_{1},B_{1}}|\psi \rangle _{\rm {in}}={\hat {X}}_{B_{2}}|\Phi ^{+}\rangle _{A_{2},B_{2}}}
{\displaystyle \langle \Psi ^{-}|_{A_{1},B_{1}}|\psi \rangle _{\rm {in}}={\hat {X}}_{B_{2}}{\hat {Z}}_{B_{2}}|\Phi ^{+}\rangle _{A_{2},B_{2}}}
6. 엘리스와 밥은 이제 큐비트 {\displaystyle A_{2}}와 {\displaystyle B_{2}} 사이에 벨 쌍이 있다. 
{\displaystyle |\psi \rangle _{\rm {out}}=|\Phi ^{+}\rangle _{A_{2},B_{2}}}

## 순간 이동 프로토콜의 일반화
위에서 설명한 큐비트의 기본 순간 이동 프로토콜은 특히 순간 이동되는 계의 차원과 관련된 당사자(발신자, 컨트롤러 또는 수신자)의 수와 관련하여 여러 방향으로 일반화되었다.

### d차원 계
{\displaystyle d} 수준 계에 대한 일반화(소위 qudits)은 간단하며 Bennett et al.의 원본 논문에서 이미 논의되었다: 두 큐비트의 최대 얽힘 상태는 두 큐디트의 최대 얽힘 상태로 대체되어야 하며 벨 측정은 최대 얽힘 직교 정규 기준에 의해 정의된 측정으로 대체되어야 한다. 그러한 모든 가능한 일반화는 2001년에 워너에 의해 논의되었다.
무한 차원 연속 변수 계에 대한 일반화는 에서 제안되었으며 무조건 작동하는 최초의 순간 이동 실험으로 이어졌다.

### 다중 얽힘 순간 이동
이분 최대 얽힘 상태 대신 다중 얽힘 상태를 사용하면 몇 가지 새로운 기능이 가능하다. 발신자가 여러 수신자에게 정보를 순간 이동시키거나 모든 수신자에게 동일한 상태를 보낼 수 있다(과정에 필요한 얽힘의 양을 줄일 수 있음). 또는 다자간 상태를 순간 이동시키거나 수신 당사자가 정보를 추출하기 위해 협력해야 하는 방식으로 단일 상태를 전송한다. 후자의 설정을 보는 다른 방법은 일부 당사자가 다른 당사자가 순간 이동할 수 있는지 여부를 제어할 수 있다는 것이다.

## 논리 게이트 순간 이동
일반적으로 혼합 상태 ρ가 전송될 수 있으며 순간 이동 중에 선형 변환 ω가 적용되어 양자 정보의 데이터 처리가 가능하다. 이것은 양자 정보 처리의 기본 구성 요소 중 하나이다. 이것은 아래에 설명되어 있다.

### 일반적인 설명
일반적인 순간 이동 방식은 다음과 같이 설명할 수 있다. 세 가지 양자 계가 관련되어 있다. 계 1은 앨리스가 순간 이동 할 (알 수 없는) 상태 ρ이다. 계 2와 3은 각각 엘리스와 밥에게 분배되는 최대 얽힘 상태 ω에 있다. 전체 계는 다음 상태에 있다.
{\displaystyle \rho \otimes \omega .}
성공적인 순간 이동 과정은 다음을 만족하는 LOCC 양자 채널 {\displaystyle \Phi }이다.
{\displaystyle (\operatorname {Tr} _{12}\circ \Phi )(\rho \otimes \omega )=\rho \,}{\displaystyle (\operatorname {Tr} _{12}\circ \Phi )(\rho \otimes \omega )=\rho }
여기서 Tr 12 는 계 1과 2에 대한 부분 추적 작업이고, {\displaystyle \circ } 지도의 구성을 나타낸다. 이것은 슈뢰딩거 그림의 채널을 설명한다.
하이젠베르크 묘사에서 adjoint 사상을 사용하면 성공 조건은 다음과 같다. 밥의 계에서 관찰 가능한 모든 O 에 대해,
{\displaystyle \langle \Phi (\rho \otimes \omega )|I\otimes O\rangle =\langle \rho |O\rangle }.
{\displaystyle I\otimes O}에서 텐서 인자는 {\displaystyle 12\otimes 3}이고  {\displaystyle \rho \otimes \omega }에서는 {\displaystyle 1\otimes 23}이다.

### 자세한 내용
제안된 채널 {\displaystyle \Phi }는 보다 명시적으로 설명될 수 있다. 순간 이동을 시작하기 위해 엘리스는 소유하고 있는 두 개의 하위 계(1과 2)에서 국소적 측정을 수행한다. 국소적 측정이 영향을 미친다고 가정한다.
{\displaystyle {F_{i}}={M_{i}^{2}}.}
측정이 i 번째 결과를 등록하면 전체 상태가 다음으로 축소된다.
{\displaystyle (M_{i}\otimes I)(\rho \otimes \omega )(M_{i}\otimes I).}
{\displaystyle (M_{i}\otimes I)}에서 텐서 인자는 {\displaystyle 12\otimes 3}이고  {\displaystyle \rho \otimes \omega }에서는 {\displaystyle 1\otimes 23}이다. 그런 다음 밥은 해당 국소적 연산 {\displaystyle \Psi }을 계 3에 적용한다. 결합된 계에서 이것은 다음과 같이 설명된다.
{\displaystyle (Id\otimes \Psi _{i})(M_{i}\otimes I)(\rho \otimes \omega )(M_{i}\otimes I).}
여기서 Id는 복합 계 {\displaystyle 1\otimes 2}의 항등사상이다.  .
따라서 채널 {\displaystyle \Phi }는 다음과 같이 정의된다.
{\displaystyle \Phi (\rho \otimes \omega )=\sum _{i}(Id\otimes \Psi _{i})(M_{i}\otimes I)(\rho \otimes \omega )(M_{i}\otimes I)}
{\displaystyle \Phi }는 LOCC의 정의를 만족함을 주목하라. 위에서 언급한 바와 같이, 밥의 계에서 관찰 가능한 모든 O 에 대해 등식
{\displaystyle \langle \Phi (\rho \otimes \omega ),I\otimes O\rangle =\langle \rho ,O\rangle }
이 성립한다. 방정식의 왼쪽은 다음과 같다.
{\displaystyle \sum _{i}\langle (Id\otimes \Psi _{i})(M_{i}\otimes I)(\rho \otimes \omega )(M_{i}\otimes I),\;I\otimes O\rangle }
{\displaystyle =\sum _{i}\langle (M_{i}\otimes I)(\rho \otimes \omega )(M_{i}\otimes I),\;I\otimes \Psi _{i}^{*}(O)\rangle }
여기서 Ψ i *는 하이젠베르크 그림에서 Ψ i 의 adjoint이다. 모든 물체가 유한 차원이라고 가정하면
{\displaystyle \sum _{i}\operatorname {Tr} \;(\rho \otimes \omega )(F_{i}\otimes \Psi _{i}^{*}(O)).}
순간 이동의 성공 기준은 다음과 같은 표현이 있다.
{\displaystyle \sum _{i}\operatorname {Tr} \;(\rho \otimes \omega )(F_{i}\otimes \Psi _{i}^{*}(O))=\operatorname {Tr} \;\rho \cdot O.}

## 현상에 대한 국소적 설명
양자 순간 이동에 대한 국소적 설명은 양자 역학의 다세계 해석과 관련하여 데이비드 도이치와 패트릭 헤이든에 의해 제시되었다. 그들의 논문은 엘리스가 밥에게 보내는 두 비트가 양자 상태의 순간 이동을 초래하는 "국부적으로 접근할 수 없는 정보"를 포함한다고 주장한다. "고전적인 채널 [...] 을 통해 흐르는 양자 정보의 능력, 결맞음에서 살아남는 것은 [...] 양자 순간 이동의 기초이다."
양자 순간 이동은 초기 단계에 있지만 과학자들이 다음과 같은 과정을 더 잘 이해하거나 개선하기 위해 노력하고 있는 순간 이동과 관련된 많은 측면이 있다.

### 더 높은 차원
양자 순간 이동은 논리 게이트 배열을 통해 내결함성 양자 계산과 관련된 오류를 개선할 수 있다. D. Gottesman과 IL Chuang의 실험은 환경 오류에 대한 보호를 강화하는 역할을 하는 "클리퍼드 계층 구조" 게이트 배열을 결정했다. 전반적으로 게이트 시퀀스가 계산에 필요한 리소스를 덜 필요로 하므로 클리퍼드 계층 구조에서 더 높은 오류 임계값이 허용된다. 양자 컴퓨터에 사용되는 게이트가 많을수록 더 많은 소음이 발생하지만 논리 전송에서 게이트 배열 및 순간 이동 사용은 이러한 양자 네트워크에서 컴파일되는 "트래픽"을 적게 요구하므로 이 소음을 줄일 수 있다. 양자 컴퓨터에 사용되는 큐비트가 많을수록 게이트 배열에 더 많은 레벨이 추가되며 게이트 배열의 대각선화 정도는 다양하다. 더 높은 차원의 분석에는 클리퍼드 계층 구조의 더 높은 수준의 게이트 배열이 포함된다.

### 정보 품질
앞서 언급한 양자 순간 이동을 위한 중간 얽힘 상태의 요구 사항을 고려할 때 정보 품질을 위해 이 상태의 순도에 대한 고려가 필요하다. 개발된 보호 기능은 중첩된 일관된 중간 상태를 생성하는 연속 변수 정보(일반적인 이산 변수가 아닌)의 사용을 포함한다. 여기에는 수신된 정보에서 페이즈 편이를 만든 다음 기본 상태를 사용하여 수신 시 믹싱 단계를 추가하는 작업이 포함된다. 이 상태는 이상하거나 일관된 상태일 수 있으며 "발신자의 기존 정보에 따라 조정"되어 원래 보낸 정보를 포함하는 상태 모드 두 가지를 생성한다.
이미 양자 정보가 있는 계 사이에 정보를 순간 이동하는 개발도 있었다. Feng, Xu, Zhou 등이 수행한 실험. 광학 큐비트-큐쿼트 얽힘 게이트를 사용하여 이미 큐비트 가치의 정보를 가지고 있는 광자로 큐비트를 순간 이동할 수 있음을 입증했다. 이 품질은 이전에 저장된 정보를 기반으로 계산을 수행하여 과거 계산을 개선할 수 있으므로 계산 가능성을 높일 수 있다.

## 같이 보기
- 초고밀도 코딩
- 양자복합체 네트워크
- 양자 역학
  - 양자 역학 소개
  - 양자 컴퓨터
  - 양자 암호
  - 양자 비국소성
  - 하이젠베르크 불확정성 원리
- 휠러–파인만 흡수체 이론

### 특정한
1. 1 2  Bennett, Charles H.; Brassard, Gilles; Crépeau, Claude; Jozsa, Richard; Peres, Asher; Wootters, William K. (1993년 3월 29일). “Teleporting an Unknown Quantum State via Dual Classical and Einstein–Podolsky–Rosen Channels”. 《Physical Review Letters》 70 (13): 1895–1899. Bibcode:1993PhRvL..70.1895B. doi:10.1103/PhysRevLett.70.1895. PMID 10053414.
2. 1 2 3  Boschi, D.; Branca, S.; De Martini, F.; Hardy, L.; Popescu, S. (1998년 2월 9일). “Experimental Realization of Teleporting an Unknown Pure Quantum State via Dual Classical and Einstein-Podolsky-Rosen Channels”. 《Physical Review Letters》 80 (6): 1121–1125. arXiv:quant-ph/9710013. Bibcode:1998PhRvL..80.1121B. doi:10.1103/PhysRevLett.80.1121.
3. 1 2 3  Bouwmeester, Dik; Pan, Jian-Wei; Mattle, Klaus; Eibl, Manfred; Weinfurter, Harald; Zeilinger, Anton (1997년 12월 1일). “Experimental quantum teleportation”. 《Nature》 (영어) 390 (6660): 575–579. arXiv:1901.11004. Bibcode:1997Natur.390..575B. doi:10.1038/37539. ISSN 1476-4687.
4. 1 2  Tianfeng Feng; Qiao Xu; Linxiang Zhou; Maolin Luo; Wuhong Zhang; Xiaoqi Zhou (2022). “Quantum information transfer between a two-level and a four-level quantum systems”. 《Photonics Research》 10 (12): 2854. arXiv:2009.09421. doi:10.1364/PRJ.461283.
5. ↑  Chang, Kenneth (2004년 6월 17일). “Scientists Teleport not Kirk but an Atom”. 《New York Times》.
6. 1 2  Ren, Ji-Gang; Xu, Ping; Yong, Hai-Lin; Zhang, Liang; Liao, Sheng-Kai; Yin, Juan; Liu, Wei-Yue; Cai, Wen-Qi; Yang, Meng (2017년 8월 9일). “Ground-to-satellite quantum teleportation”. 《Nature》 (영어) 549 (7670): 70–73. arXiv:1707.00934. Bibcode:2017Natur.549...70R. doi:10.1038/nature23675. ISSN 1476-4687. PMID 28825708.
7. ↑  Barrett, M. D.; Chiaverini, J.; Schaetz, T.; Britton, J.; Itano, W. M.; Jost, J. D.; Knill, E.; Langer, C.; Leibfried, D. (2004). “Deterministic quantum teleportation of atomic qubits”. 《Nature》 429 (6993): 737–739. Bibcode:2004Natur.429..737B. doi:10.1038/nature02608. PMID 15201904.
8. ↑  S. Pirandola; J. Eisert; C. Weedbrook; A. Furusawa; S. L. Braunstein (2015). “Advances in quantum teleportation”. 《Nature Photonics》 9 (10): 641–652. arXiv:1505.07831. Bibcode:2015NaPho...9..641P. doi:10.1038/nphoton.2015.154.
9. ↑  Lo Franco, Rosario; Compagno, Giuseppe (2018). “Indistinguishability of Elementary Systems as a Resource for Quantum Information Processing”. 《Physical Review Letters》 120 (24): 240403. arXiv:1712.00706. Bibcode:2018PhRvL.120x0403L. doi:10.1103/PhysRevLett.120.240403. PMID 29957003.
10. 1 2  Ursin, Rupert; Jennewein, Thomas; Aspelmeyer, Markus; Kaltenbaek, Rainer; Lindenthal, Michael; Walther, Philip; Zeilinger, Anton (2004년 8월 18일). “Quantum teleportation across the Danube”. 《Nature》 430 (7002): 849. Bibcode:2004Natur.430..849U. doi:10.1038/430849a. PMID 15318210.
11. ↑  Jin, Xian-Min; Ren, Ji-Gang; Yang, Bin; Yi, Zhen-Huan; Zhou, Fei; Xu, Xiao-Fan; Wang, Shao-Kai; Yang, Dong; Hu, Yuan-Feng (2010년 5월 16일). “Experimental free-space quantum teleportation”. 《Nature Photonics》 4 (6): 376. Bibcode:2010NaPho...4..376J. doi:10.1038/nphoton.2010.87.
12. 1 2 3 4 5  Ma, Xiao-Song; Herbst, Thomas; Scheidl, Thomas; Wang, Daqing; Kropatschek, Sebastian; Naylor, William; Wittmann, Bernhard; Mech, Alexandra; Kofler, Johannes (2012년 9월 5일). “Quantum teleportation over 143 kilometres using active feed-forward”. 《Nature》 489 (7415): 269–273. arXiv:1205.3909. Bibcode:2012Natur.489..269M. doi:10.1038/nature11472. PMID 22951967.
13. ↑  Takesue, Hiroki; Dyer, Shellee D.; Stevens, Martin J.; Verma, Varun; Mirin, Richard P.; Sae Woo Nam (2015년 10월 20일). “Quantum teleportation over 100 km of fiber using highly efficient superconducting nanowire single-photon detectors”. 《Optica》 2 (10): 832–835. arXiv:1510.00476. Bibcode:2015Optic...2..832T. doi:10.1364/OPTICA.2.000832.
14. ↑  Nölleke, Christian; Neuzner, Andreas; Reiserer, Andreas; Hahn, Carolin; Rempe, Gerhard; Ritter, Stephan (2013). “Efficient Teleportation between Remote Single-Atom Quantum Memories”. 《Physical Review Letters》 110 (14): 140403. arXiv:1212.3127. Bibcode:2013PhRvL.110n0403N. doi:10.1103/PhysRevLett.110.140403. PMID 25166964.
15. ↑  Zhao, Zhi; Chen, Yu-Ao; Zhang, An-Ning; Yang, Tao; Briegel, Hans J.; Pan, Jian-Wei (2004). “Experimental demonstration of five-photon entanglement and open-destination teleportation”. 《Nature》 430 (6995): 54–58. arXiv:quant-ph/0402096. Bibcode:2004Natur.430...54Z. doi:10.1038/nature02643. PMID 15229594.
16. ↑  Zhang, Qiang; Goebel, Alexander; Wagenknecht, Claudia; Chen, Yu-Ao; Zhao, Bo; Yang, Tao; Mair, Alois; Schmiedmayer, Jörg; Pan, Jian-Wei (2006). “Experimental quantum teleportation of a two-qubit composite system”. 《Nature Physics》 2 (10): 678–682. arXiv:quant-ph/0609129. Bibcode:2006NatPh...2..678Z. doi:10.1038/nphys417.
17. ↑  Lee, Noriyuki; Hugo Benichi; Yuishi Takeno; Shuntaro Takeda; James Webb; Elanor Huntington; Akira Furusawa (April 2011). “Teleportation of Nonclassical Wave Packets of Light”. 《Science》 332 (6027): 330–333. arXiv:1205.6253. Bibcode:2011Sci...332..330L. doi:10.1126/science.1201034. PMID 21493853.
18. ↑  Trute, Peter. “Quantum teleporter breakthrough”. The University Of New South Wales. 2011년 4월 18일에 원본 문서에서 보존된 문서. 2011년 4월 17일에 확인함.
19. ↑  Takeda, Shuntaro; Mizuta, Takahiro; Fuwa, Maria; van Loock, Peter; Furusawa, Akira (2013년 8월 14일). “Deterministic quantum teleportation of photonic quantum bits by a hybrid technique”. 《Nature》 500 (7462): 315–318. arXiv:1402.4895. Bibcode:2013Natur.500..315T. doi:10.1038/nature12366. PMID 23955230.
20. ↑  Markoff, John (2014년 5월 29일). “Scientists Report Finding Reliable Way to Teleport Data”. 《The New York Times》. 2014년 5월 29일에 확인함.
21. ↑  “Unconditional quantum teleportation between distant solid-state quantum bits”. 《Science》 345 (6196): 532–535. 2014년 5월 29일. arXiv:1404.4369. Bibcode:2014Sci...345..532P. doi:10.1126/science.1253512. PMID 25082696.
22. ↑  Commissariat, Tushna (2015년 2월 27일). “Two quantum properties teleported together for first time”. 《PhysicsWorld.com》.
23. ↑  Xi-Lin Wang; Xin-Dong Cai; Zu-En Su; Ming-Cheng Chen; Dian Wu; Li Li; Nai-Le Liu; Chao-Yang Lu; Jian-Wei Pan (2015년 2월 26일). “Quantum teleportation of multiple degrees of freedom of a single photon”. 《Nature》 518 (7540): 516–519. Bibcode:2015Natur.518..516W. doi:10.1038/nature14246. PMID 25719668.
24. ↑  Xia, Xiu-Xiu; Qi-Chao Sun; Qiang Zhang; Jian-Wei Pan (2018). “Long distance quantum teleportation”. 《Quantum Science and Technology》 3 (1). 014012. Bibcode:2018QS&T....3a4012X. doi:10.1088/2058-9565/aa9baf.
25. ↑  Sun, Qi-Chao; Mao, Ya-Li; Chen, Sijing; Zhang, Wei; Jiang, Yang-Fan; Zhang, Yanbao; Zhang, Weijun; Miki, Shigehito; Yamashita, Taro (2016년 9월 19일). “Quantum teleportation with independent sources and prior entanglement distribution over a network”. 《Nature Photonics》 (영어) 10 (10): 671–675. arXiv:1602.07081. Bibcode:2016NaPho..10..671S. doi:10.1038/nphoton.2016.179. ISSN 1749-4893.
26. ↑  Valivarthi, Raju; Puigibert, Marcel.li Grimau; Zhou, Qiang; Aguilar, Gabriel H.; Verma, Varun B.; Marsili, Francesco; Shaw, Matthew D.; Nam, Sae Woo; Oblak, Daniel (2016년 9월 19일). “Quantum teleportation across a metropolitan fibre network”. 《Nature Photonics》 10 (10): 676–680. arXiv:1605.08814. Bibcode:2016NaPho..10..676V. doi:10.1038/nphoton.2016.180. ISSN 1749-4885.
27. ↑  Valivarthi, Raju; Davis, Samantha I.; Peña, Cristián; Xie, Si; Lauk, Nikolai; Narváez, Lautaro; Allmaras, Jason P.; Beyer, Andrew D.; Gim, Yewon (2020년 12월 4일). “Teleportation Systems Toward a Quantum Internet”. 《PRX Quantum》 (영어) 1 (2): 020317. arXiv:2007.11157. Bibcode:2020PRXQ....1b0317V. doi:10.1103/PRXQuantum.1.020317. ISSN 2691-3399.
28. ↑  Tangermann, Victor (2020년 12월 18일). “Researchers Achieve First "Sustained" Long Distance Quantum Teleportation”. 《Futurism》. 2021년 6월 6일에 확인함.
29. ↑  University of Copenhagen (2013년 6월 13일). “Quantum teleportation between atomic systems over long distances”. 《Phys.Org》.
30. ↑  Krauter, H.; Salart, D.; Muschik, C. A.; Petersen, J. M.; Shen, Heng; Fernholz, T.; Polzik, E. S. (2013년 6월 2일). “Deterministic quantum teleportation between distant atomic objects”. 《Nature Physics》 9 (7): 400. arXiv:1212.6746. Bibcode:2013NatPh...9..400K. doi:10.1038/nphys2631.
31. ↑  Chou, Kevin S.; Blumoff, Jacob Z.; Wang, Christopher S.; Reinhold, Philip C.; Axline, Christopher J.; Gao, Yvonne Y.; Frunzio, L.; Devoret, M. H.; Jiang, Liang (2018). “Deterministic teleportation of a quantum gate between two logical qubits”. 《Nature》 561 (7723): 368–373. arXiv:1801.05283. Bibcode:2018Natur.561..368C. doi:10.1038/s41586-018-0470-y. PMID 30185908.
32. ↑  Riebe, M.; Häffner, H.; Roos, C. F.; Hänsel, W.; Benhelm, J.; Lancaster, G. P. T.; Körber, T. W.; Becher, C.; Schmidt-Kaler, F. (2004). “Deterministic quantum teleportation with atoms”. 《Nature》 (영어) 429 (6993): 734–737. Bibcode:2004Natur.429..734R. doi:10.1038/nature02570. ISSN 1476-4687. PMID 15201903.
33. ↑  Nielsen, Michael A.; Chuang, Isaac (2010). 《Quantum Computation and Quantum Information》. Cambridge: Cambridge University Press. 26–27쪽. ISBN 978-1-10700-217-3. OCLC 43641333.
34. ↑  Coecke, Bob (2009). “Quantum Picturalism”. 《Contemporary Physics》 51 (2010): 59–83. arXiv:0908.1787. Bibcode:2010ConPh..51...59C. doi:10.1080/00107510903257624. S2CID 752173.
35. ↑  R. Penrose, Applications of negative dimensional tensors, In: Combinatorial Mathematics and its Applications, D.~Welsh (Ed), pages 221–244. Academic Press (1971).
36. ↑  Colin P. Williams (2010). 《Explorations in Quantum Computing》. Springer. 496–499쪽. ISBN 978-1-4471-6801-0.
37. ↑  Nielsen, Michael A.; Chuang, Isaac (2010). 《Quantum Computation and Quantum Information》. Cambridge: Cambridge University Press. 26–28쪽. ISBN 978-1-10700-217-3. OCLC 43641333.
38. ↑  Bob Coecke, "The logic of entanglement". Research Report PRG-RR-03-12, 2003. arXiv:quant-ph/0402014 (8 page shortversion) (full 160 page version)
39. ↑  Werner, Reinhard F. (2001). “All teleportation and dense coding schemes”. 《J. Phys. A: Math. Gen.》 34: 7081–7094. arXiv:quant-ph/0003070. Bibcode:2001JPhA...34.7081W. doi:10.1088/0305-4470/34/35/332.
40. ↑  Braunstein, S. L.; Kimble, H. J. (1998). “Teleportation of Continuous Quantum Variables” (PDF). 《Phys. Rev. Lett.》 80 (4): 869–872. Bibcode:1998PhRvL..80..869B. doi:10.1103/PhysRevLett.80.869.
41. ↑  Furusawa, A.; Sørensen, J. L.; Braunstein, S. L.; Fuchs, C. A.; Kimble, H. J.; Polzik, E. S. (1998). “Unconditional Quantum Teleportation”. 《Science》 282 (5389): 706–709. Bibcode:1998Sci...282..706F. doi:10.1126/science.282.5389.706. PMID 9784123.
42. ↑  W. Dür and J. I. Cirac (2000). “Multiparty teleportation”. 《J. Mod. Opt.》 47 (2–3): 247–255. Bibcode:2000JMOp...47..247D. doi:10.1080/09500340008244039.
43. ↑  Yeo, Ye; Chua, Wee Kang (2006). “Teleportation and Dense Coding with Genuine Multipartite Entanglement”. 《Phys. Rev. Lett.》 96 (6): 060502. arXiv:quant-ph/0510029. Bibcode:2006PhRvL..96f0502Y. doi:10.1103/PhysRevLett.96.060502. PMID 16605974.
44. ↑  Karlsson, Anders; Bourennane, Mohamed (1998). “Quantum teleportation using three-particle entanglement”. 《Phys. Rev. A》 58 (6): 4394–4400. Bibcode:1998PhRvA..58.4394K. doi:10.1103/PhysRevA.58.4394.
45. ↑  Deutsch, David; Hayden, Patrick (1999). “Information Flow in Entangled Quantum Systems”. 《Proceedings of the Royal Society A: Mathematical, Physical and Engineering Sciences》 456 (1999): 1759–1774. arXiv:quant-ph/9906007. Bibcode:2000RSPSA.456.1759D. doi:10.1098/rspa.2000.0585.
46. ↑  Gottesman, Daniel; Chuang, Isaac L. (November 1999). “Demonstrating the viability of universal quantum computation using teleportation and single-qubit operations”. 《Nature》 (영어) 402 (6760): 390–393. arXiv:quant-ph/9908010. Bibcode:1999Natur.402..390G. doi:10.1038/46503. ISSN 0028-0836.
47. ↑  Luo, Yi-Han; Chen, Ming-cheng; Erhard, Manuel; Zhong, Han-Sen; Wu, Dian; Tang, Hao-Yang; Zhao, Qi; Wang, Xi-Lin; Fujii, Keisuke (2020년 9월 7일). “Quantum teleportation of physical qubits into logical code-spaces”. 《PNAS》 118 (36). e2026250118. arXiv:2009.06242. doi:10.1073/pnas.2026250118. PMC 8433538. PMID 34479998.
48. ↑  Nadish de Silva (2021). “Efficient quantum gate teleportation in higher dimensions”. 《Proceedings of the Royal Society A: Mathematical, Physical and Engineering Sciences》 477 (2251). arXiv:2011.00127. Bibcode:2021RSPSA.47700865D. doi:10.1098/rspa.2020.0865.
49. ↑  Pandey, Ravi; Prakash, Ranjana; Prakash, Hari (2021년 9월 27일). “High success standard quantum teleportation using entangled coherent state and two-level atoms in cavities”. 《Quantum Inf Process》 20 (10). 322. arXiv:2010.06829. Bibcode:2021QuIP...20..322P. doi:10.1007/s11128-021-03264-0.

### 일반적인
- Review on theory and experiments:
  - Pirandola, S.; Eisert, J.; Weedbrook, C.; Furusawa, A.; Braunstein, S. L. (2015). “Advances in Quantum Teleportation”. 《Nature Photonics》 9 (10): 641–652. arXiv:1505.07831. Bibcode:2015NaPho...9..641P. doi:10.1038/nphoton.2015.154. S2CID 15074330.
- Theoretical proposal:
  - Bennett, Charles H.; Brassard, Gilles; Crépeau, Claude; Jozsa, Richard; Peres, Asher; Wootters, William K. (1993년 3월 29일). “Teleporting an Unknown Quantum State via Dual Classical and Einstein–Podolsky–Rosen Channels”. 《Phys. Rev. Lett.》 70 (13): 1895–1899. Bibcode:1993PhRvL..70.1895B. CiteSeerX 10.1.1.46.9405. doi:10.1103/PhysRevLett.70.1895. ISSN 0031-9007. PMID 10053414. S2CID 6599630. 2021년 12월 6일에 확인함. This is the seminal paper that laid out the entanglement protocol.
  - Vaidman, L. (February 1994). “Teleportation of Quantum States”. 《Phys. Rev. A》 49 (2): 1473–1476. arXiv:hep-th/9305062. Bibcode:1994PhRvA..49.1473V. doi:10.1103/physreva.49.1473. PMID 9910380. S2CID 8356637.
  - Shahriar, M.S.; Pradhan, P.; Gopal, V.; Morzinski, J.; Cardoso, G.; Pati, G.S. (2006). “Wavelength locking via teleportation using distant quantum entanglement and Bloch–Siegert oscillation” (PDF). 《Optics Communications》 266 (1): 349–353. Bibcode:2006OptCo.266..349S. doi:10.1016/j.optcom.2006.04.072. 2019년 2월 19일에 원본 문서 (PDF)에서 보존된 문서. 2023년 6월 15일에 확인함 – ScienceDirect 경유.
  - Brassard, G; Braunstein, S; Cleve, R (1998). “Teleportation as a Quantum Computation”. 《Physica D》 120 (1–2): 43–47. arXiv:quant-ph/9605035. Bibcode:1998PhyD..120...43B. doi:10.1016/s0167-2789(98)00043-8. S2CID 15178313.
  - Peres, Asher (2003). “What is actually teleported?”. arXiv:quant-ph/0304158.
  - Rigolin, Gustavo (2005). “Quantum teleportation of an arbitrary two-qubit state and its relation to multipartite entanglement”. 《Physical Review A》 71 (3): 032303. arXiv:quant-ph/0407219. Bibcode:2005PhRvA..71c2303R. doi:10.1103/PhysRevA.71.032303. S2CID 53941971.
  - Shi-Biao Zheng (2004) "Scheme for approximate conditional teleportation of an unknown atomic state without the Bell-state measurement", Phys. Rev. A 69, 064302
  - Cardoso, Wesley B.; Avelar, A. T.; Baseia, B.; De Almeida, N. G. (2005). “Teleportation of entangled states without Bell-state measurement”. 《Physical Review A》 72 (4). 045802. arXiv:quant-ph/0604156. Bibcode:2005PhRvA..72d5802C. doi:10.1103/PhysRevA.72.045802. S2CID 11270460.
  - Leuenberger, Michael N.; Flatté, Michael E.; Awschalom, D. D. (2005). “Teleportation of Electronic Many-Qubit States Encoded in the Electron Spin of Quantum Dots via Single Photons” (PDF). 《Physical Review Letters》 94 (10). 107401. Bibcode:2005PhRvL..94j7401L. doi:10.1103/PhysRevLett.94.107401. PMID 15783519. S2CID 26932056. 2020년 12월 7일에 원본 문서 (PDF)에서 보존된 문서.
  - Pyrkov, Alexey N.; Byrnes, Tim (2014). “Quantum teleportation of spin coherent states: Beyond continuous variables teleportation”. 《New Journal of Physics》 16 (7). 073038. arXiv:1305.2479. Bibcode:2014NJPh...16g3038P. doi:10.1088/1367-2630/16/7/073038. S2CID 118699151.
  - Wei, Yuchuan (2016). “Comment on "Fractional quantum mechanics" and "Fractional Schrödinger equation"”. 《Physical Review E》 93 (6). 066103. arXiv:1607.01356. Bibcode:2016PhRvE..93f6103W. doi:10.1103/PhysRevE.93.066103. PMID 27415397. S2CID 20010251.
- First experiments with photons:
  - D. Bouwmeester, J.-W. Pan, K. Mattle, M. Eibl, H. Weinfurter, A. Zeilinger, Experimental Quantum Teleportation, Nature 390, 6660, 575–579 (1997).
  - D. Boschi, S. Branca, F. De Martini, L. Hardy, & S. Popescu, Experimental Realization of Teleporting an Unknown Pure Quantum State via Dual classical and Einstein–Podolsky–Rosen channels, Phys. Rev. Lett. 80, 6, 1121–1125 (1998)
  - Kim, Y.-H.; Kulik, S.P.; Shih, Y. (2001). “Quantum teleportation of a polarization state with a complete bell state measurement”. 《Phys. Rev. Lett.》 86 (7): 1370–1373. arXiv:quant-ph/0010046. Bibcode:2001PhRvL..86.1370K. doi:10.1103/PhysRevLett.86.1370. PMID 11178086. S2CID 6123495.
  - Marcikic, I.; Tittel, W.; Zbinden, H.; Gisin, N. (2003). “Long-Distance Teleportation of Qubits at Telecommunication Wavelengths”. 《Nature》 421 (6922): 509–513. arXiv:quant-ph/0301178. Bibcode:2003Natur.421..509M. doi:10.1038/nature01376. PMID 12556886. S2CID 4303767.
  - Ursin, Rupert; Jennewein, Thomas; Aspelmeyer, Markus; Kaltenbaek, Rainer; Lindenthal, Michael; Walther, Philip; Zeilinger, Anton (August 2004). “Quantum Teleportation Link across the Danube”. 《Nature》 430 (7002): 849. Bibcode:2004Natur.430..849U. doi:10.1038/430849a. PMID 15318210. S2CID 4426035.
- First experiments with atoms:
  - Riebe, M.; Häffner, H.; Roos, C. F.; Hänsel, W.; Ruth, M.; Benhelm, J.; Lancaster, G. P. T.; Körber, T. W.; Becher, C.; Schmidt-Kaler, F.; James, D. F. V.; Blatt, R. (2004). “Deterministic Quantum Teleportation with Atoms”. 《Nature》 429 (6993): 734–737. Bibcode:2004Natur.429..734R. doi:10.1038/nature02570. PMID 15201903. S2CID 4397716.
  - Barrett, M. D.; Chiaverini, J.; Schaetz, T.; Britton, J.; Itano, W. M.; Jost, J. D.; Knill, E.; Langer, C.; Leibfried, D.; Ozeri, R.; Wineland, D. J. (2004). “Deterministic Quantum Teleportation of Atomic Qubits”. 《Nature》 429 (6993): 737–739. Bibcode:2004Natur.429..737B. doi:10.1038/nature02608. PMID 15201904. S2CID 1608775.
  - Olmschenk, S.; Matsukevich, D. N.; Maunz, P.; Hayes, D.; Duan, L.-M.; Monroe, C. (2009). “Quantum Teleportation between Distant Matter Qubits”. 《Science》 323 (5913): 486–489. arXiv:0907.5240. Bibcode:2009Sci...323..486O. doi:10.1126/science.1167209. PMID 19164744. S2CID 206516918.